# Firmothrips firmus
Firmothrips firmus (лат.) — вид трипсов, единственный в составе рода Firmothrips Schliephake, 1972 из семейства Thripidae (Thysanoptera).

## Распространение
Широко распространен в Северной и Восточной Европе, две самки этого вида были зарегистрированы из восточного Китая, Нанкин.

## Описание
Мелкие насекомые с четырьмя бахромчатыми крыльями. Самка макроптерная или микроптерная. Голова шире длины, ротовой конус длинный; нижнечелюстные пальпы 3-сегментные; глаза с пятью слабо пигментированными фасетками; глазные волоски I присутствуют; волоски III выходят по задней касательной к задним глазкам; пять пар заднеглазничных волосков. Антенны 8-сегментные, сегмент I без парных дорсо-апикальных волосков, III и IV с длинными вильчатыми конусами чувств, III—VI с несколькими рядами микротрихий на обеих поверхностях, IV—VI педикилятные. Пронотум медиально без скульптуры, две пары длинных постероангулярных волосков; переднебоковая пара волосков длиннее дискальных волосков; три пары постеромаргинальных волосков. Мезонотум со срединной парой волосков у заднего края; передняя кампановидная сенсилла присутствует. Метанотум сетчатый медиально; срединная пара волосков у переднего края; имеются кампановидные сенсиллы. Первая и вторая жилки переднего крыла с полными рядами волосков, но волоски не тесно расположены; реснички заднемаргинальной каймы волнистые; клавус с пятью жилковыми и одним дискальным волосками. Простернальные ферны не разделены; базантры мембранозные, без волосков; простернальный край широкий и поперечный. Мезостернум с полными стерноплевральными швами; эндофурка со спинулой. Метастернальная эндофурка без спинулы. Лапки 2-сегментные; передние лапки каждая с прочным претарзальным зубцом. Тергиты IV—VII с тонкими S2 волосками, намного короче S1 волосков; VIII со слабыми, неправильными и нечеткими ктенидиями переднелатерально каждой спирали; задний край VIII без гребня, но со слабыми и нечеткими полупрозрачными зубцами; X с продольной срединной щелью почти полной. Стерниты без дискальных волосков, задние края с небольшим краспедальным выступом между маргинальными волосками; стерниты III—VII с тремя парами постеромаргинальных волосков, II с двумя парами; латеротергиты без дискальных волосков. Самцы макроптерные; тергит IX с двумя парами коротких стернальных волосков медиально; стерниты III—VII каждый с крупной поперечной поровой пластинкой. О биологии этого вида известно немного, но, возможно, он связан с мышиным горошком (Fabaceae).

## Классификация
В подсемействе Thripinae относится к родовой группе Frankliniella, в рамках которой Wang et al. (2019) указывают на родство с Parabaliothrips. Firmothrips разделяет с европейским родом Sitothrips очень слабо развитые тергальные ктенидии и наличие претарзального зубца на передних лапках. Ктенидии представлены рядом из нескольких микротрихий на тергите VIII, а иногда и на VII.